# Agvan Dorjiev
Agvan Dorjiev (bouriate : Доржиин Агбан, translit: Dorjiin Agban ; russe : Агван Доржиев ; tibétain : ངག་དབང་རྡོ་རྗེ, Wylie : ngag dbang rdo rje, THL : Ngawang Dorjee), Agvan Lobsan Dorzhiev, Dorjieff ou Tsenyi Khempo (1853-29 janvier 1938) est un moine bouddhiste gelugpa, un Khori-Bouriate, sujet russe, puis citoyen soviétique, né dans le village de Khara-Shibir (ru), près d'Oulan-Oude, à l'est du lac Baïkal, en Bouriatie. Il fut un acteur majeur de la politique du Tibet des années 1890 à 1920, étant notamment l'ambassadeur du 13e dalaï-lama, Thubten Gyatso, auprès de la cour russe à Saint-Pétersbourg avant la Révolution d'Octobre. Il fut également le confident et l'ami du 13e dalaï-lama.

## Biographie

### Études bouddhistes au Tibet

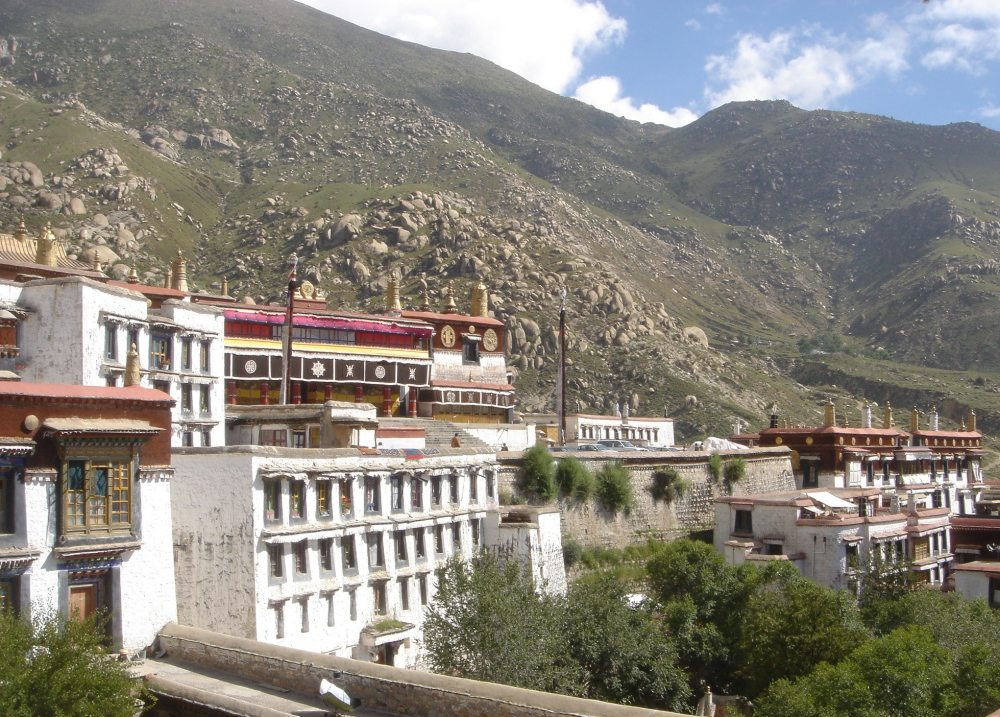
Le monastère de Drepung, où Agvan Dorjiev a étudié

Il quitta son domicile en 1873 à dix-neuf ans pour rejoindre le monastère gelugpa de Drepung proche de Lhassa, le plus grand de tout le Tibet. Après avoir complété avec succès le cursus religieux traditionnel, il commença des études académiques bouddhistes de Geshe Lharampa (le plus haut niveau en philosophie bouddhiste). Il continua cette formation jusqu'au milieu des années 1880 et, après quinze années d'études, obtint le titre de Tsanit Khenpo, qui peut se traduire par Maitre de la philosophie bouddhiste ou encore par Professeur de Métaphysique Bouddhiste,.
Il devint un des enseignants du 13e dalaï-lama avec lequel il débattait et garda ce poste jusqu'à la fin des années 1910. Il contribua probablement également à protéger le jeune dalaï-Lama des intrigues de la cour de Lhassa. Il était très proche de son disciple, avec lequel il entretenait des relations suivies,.

### Représentant du dalaï-lama

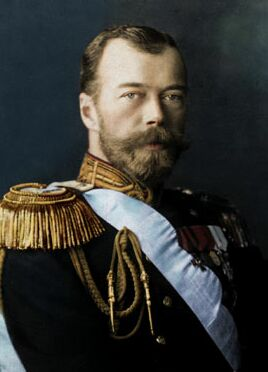
Nicolas II de Russie

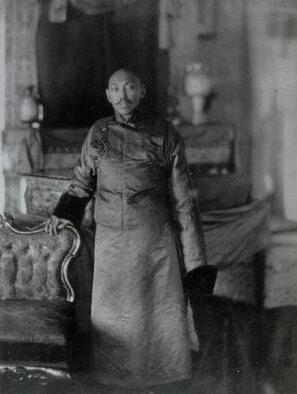
13e dalaï-lama, Thubten Gyatso

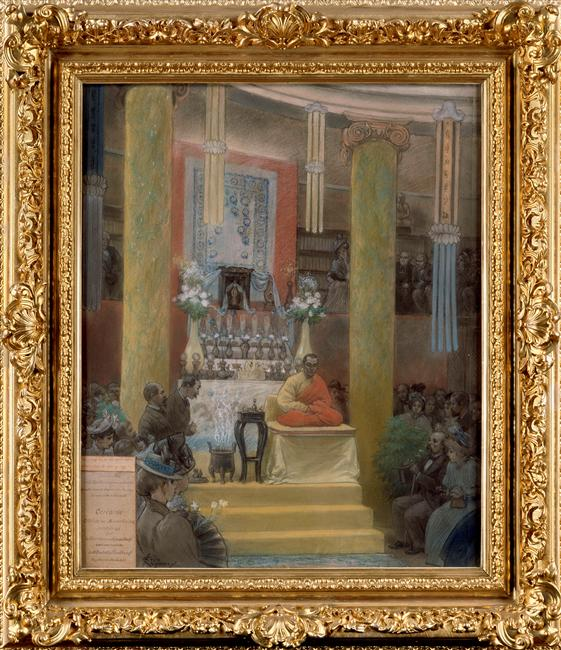
Pastel de Félix Régamey figurant la cérémonie bouddhique tibétaine au musée Guimet présidée par Agvan Dorjiev à laquelle assistent Georges Clemenceau (au premier plan à droite) et Alexandra David-Néel le 27 juin 1898.

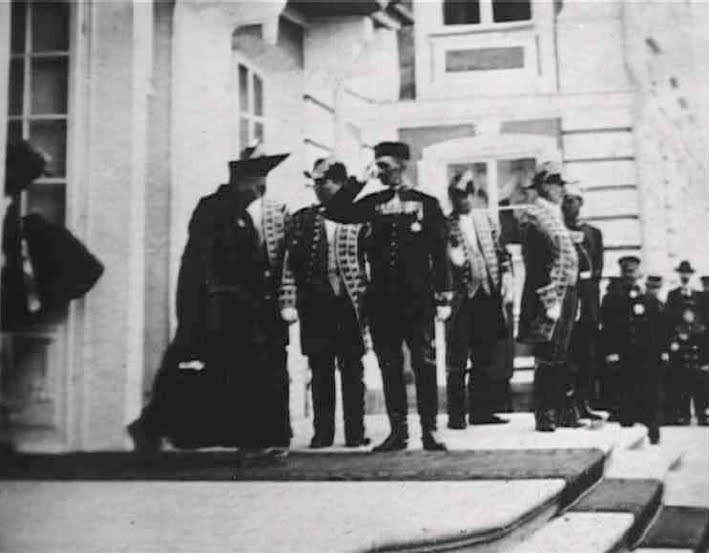
Agvan Dorjiev sortant du Palais de Peterhof après une audience avec le tsar le 23 juin 1901

En 1896, le tsar Nicolas II donna à Agvan Dorjiev une montre monogrammée de grande valeur pour les services qu'il avait rendus aux agents russes de Piotr Badmaïev à Lhassa.
Au début de l'année 1898, Dorjiev se rend à Saint-Pétersbourg afin de « récolter des fonds pour son monastère ». Il se lia ainsi d'amitié avec le prince Esper Esperovitch Oukhtomskyi, gentilhomme de la cour du tsar et orientaliste. Lors de sa quête, Dorjiev fut présenté au tsar. Avant de retourner à Lhassa, Dorjiev se rendit avec son assistant Buda Rabdanov (ru) à Paris et à Londres,. Il est vraisemblablement le premier représentant de la culture tibétaine à se rendre en Occident. En France, la visite de Dordjiev, porteur d'une lettre d'introduction de Sergueï Oldenbourg, a pour but d'établir une entente franco-russe pour le Tibet, selon Sylvain Lévi. A Paris, il a une entrevue avec Georges Clemenceau. Il est présenté à Émile Guimet par Joseph Deniker. Le 27 juin 1898, assisté de Rabdanov, il conduit une cérémonie bouddhique tibétaine, la première en France selon Roland Barraux, au musée Guimet en présence de Georges Clemenceau et d'Alexandra David-Néel,. Il donne également un long exposé sur le bouddhisme en mongol traduit simultanément en russe par Rabdanov, puis du russe en Français par Deniker. Alexandra David-Néel qui se convertira plus tard au bouddhisme pose timidement quelques questions. En octobre 1899, il est à Londres.
Dans les années 1890, Dorjiev avait commencé à répandre la légende selon laquelle la Russie était le territoire mythique de Shambhala, que le tsar était celui qui sauverait le bouddhisme, car il était une émanation de Tara blanche. Il avait également répandu chez les Tibétains l'idée selon laquelle le bouddhisme se diffusait en Russie et que cette dernière pourrait être une alliée contre les manigances britanniques.
Au printemps 1900, Dorjiev retourna en Russie avec six autres représentants de Thubten Gyatso, le 13e dalaï-lama tibétain. Ils voyagèrent à travers l'Inde et rencontrèrent le tsar au palais Livadia, en Crimée « À leur retour ils apportèrent à Lhassa des armes et des munitions russes ainsi que – assez paradoxalement – un superbe jeu de robes épiscopales comme cadeau au dalaï-lama ».
En 1901, Thubten Chökyi Nyima, le 9e panchen-lama, reçut une visite d'Agvan Dorjiev. Même si ce dernier ne resta que deux jours à Tashilhunpo, il reçut quelques enseignements secrets de la part du panchen-lama, comme des lectures des Prières de Shambhala écrites par Lobsang Palden Yeshe, le 6e panchen-lama. Chökyi Nyima fit aussi à Dorjiev quelques cadeaux, dont plusieurs statues d'or.

### Craintes des Britanniques

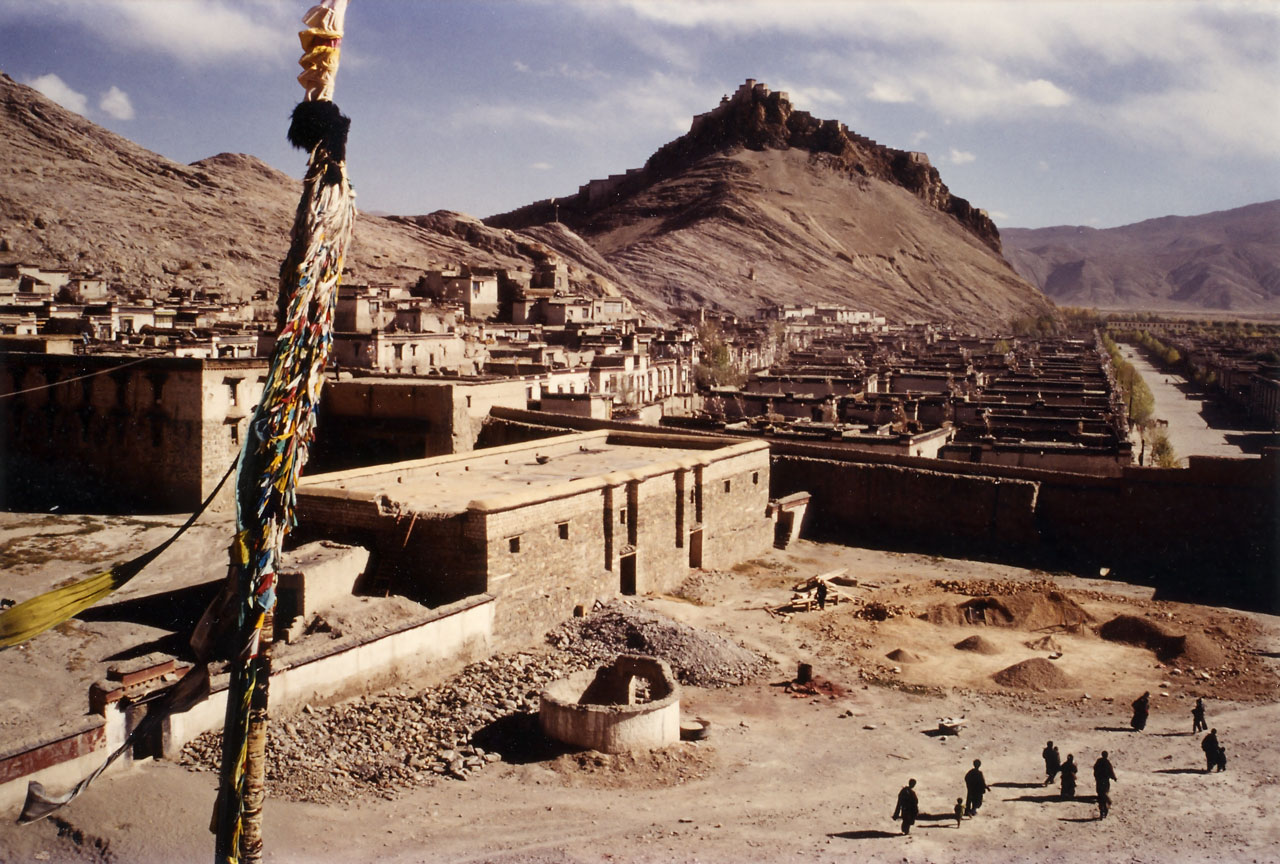
La ville de Gyantse et le fort (en arrière-plan)

En 1903 Lord George Curzon, vice-roi d'Inde et Sir Francis Younghusband, devinrent tous deux convaincus que la Russie et le Tibet avaient signé des traités secrets menaçant les intérêts britanniques en Inde, et soupçonnèrent Dorjiev de travailler pour le gouvernement russe, ce qui servit d'excuse pour l'invasion britannique du Tibet en 1904. Des rumeurs couraient également selon lesquelles Dorjiev était responsable de l'arsenal de Lhassa et qu'il dirigeait des opérations militaires depuis le fort de Gyangzê Dong. Il apparut finalement que ces rumeurs étaient fausses et il n'y a aucune preuve permettant de dire que Dorjiev était alors un agent du tsar, même s'il avait à plusieurs reprises été envoyé comme ambassadeur du dalaï-lama, et du Tibet,,, pour essayer d'obtenir le soutien de la noblesse russe.
« Évidemment, le 13e dalaï-lama avait un vif désir d'établir des relations avec la Russie, et je pense également qu'il était quelque peu sceptique envers l'Angleterre au début. Puis vint Dorjiev. Pour les Anglais il était un espion, mais en réalité, c'était un bon savant et un moine bouddhiste sincère qui avait une grande dévotion pour le 13e Dalai Lama. » dit le 14e dalaï-lama dans une déclaration à propos de Dorjiev.
Pendant l'invasion britannique du Tibet par Sir Francis Younghusband au début de l'année 1904, Dorjiev réussit à convaincre le dalaï-lama de fuir à Oulan-Bator, en Mongolie, à environ 2 500 kilomètres au nord de Lhassa. Il y passa environ un an à enseigner aux Mongols. Le 7 septembre 1904, la convention entre la Grande-Bretagne et le Tibet fut signée au palais du Potala. Alors que le dalaï-lama visitait le monastère de Kumbum et voyageait à travers le Xining vers Pékin, il fut convié à une audience avec le jeune empereur de Chine, en face duquel il refusa de se soumettre au rituel du kowtow. Il resta à Pékin jusqu'en 1908. Quand il retourna au Tibet, il commença à réorganiser le gouvernement, mais la Chine envahit le Tibet moins de deux mois plus tard, ce qui le força à la fuite vers l'Inde. Au cours de l’été 1912, le 13e dalaï-lama rencontra Agvan Dorjiev à Phari-Dzong, et ce dernier l’accompagna ensuite au monastère de Samding, avant son retour à Lhassa. Il ne put retourner à Lhassa avant que les Tibétains ne chassent les Chinois deux ans plus tard. Le Tibet expérimenta une période de relative stabilité jusqu'à sa mort en 1933 et profita de bonnes relations avec les Britanniques,

### Le communisme, son arrestation par leNKVDet sa mort

Emblème du NKVD

Après la Révolution d'Octobre, Dorjiev fut condamné à mort, mais obtint un sursis grâce à l'intervention d'amis de Saint-Pétersbourg. Malheureusement, le temple bouddhiste de Saint-Petersbourg fut pillé et ses papiers brûlés. Dorjiev n'était pas, à l'origine du moins, opposé à la conversion de monastères en sovkhozes. En 1926, les monastères bouddhistes de Bouriatie furent nationalisés. La responsabilité de la gestion des monastères fut confiée à la communauté. Le clergé fut dépossédé de son pouvoir. Malgré cette hostilité du pouvoir central, les monastères restèrent très actifs.
En août 1927, il organisa une conférence de docteurs tibétains à Atsagat. Des propositions furent faites pour créer un institut central ayant pour visée de superviser la production et la standardisation des médecines tibétaines.
Il réussit à coexister avec les communistes pendant les années 1920, mais fut encore arrêté pendant les Grandes Purges staliniennes le 13 novembre 1937 par le NKVD, et accusé de trahison, préparation d'un soulèvement armé et espionnage en faveur des Japonais et des Mongols. Il mourut dans un poste de police, apparemment d'un arrêt cardiaque, ce après avoir été transféré de sa cellule vers l'hôpital le 29 janvier 1938 à l'âge de 85 ans,
Il fut enterré dans un cimetière traditionnel secret dans la forêt, près de Chelutai. Il ne fut jamais complètement réhabilité même si, lorsque le cas fut mis à la disposition du public, le 14 mai 1990 il apparut qu'il n'y avait aucune preuve ni activité criminelle. Le cimetière secret ne fut découvert que récemment et l'on estime à environ 40 000 le nombre de personnes qui y sont enterrées.

### Autobiographie

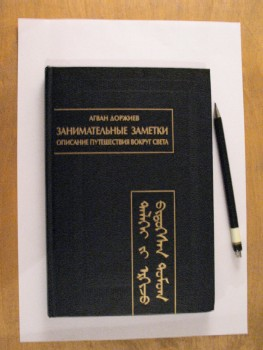
Autobiographie d'Agvan Dorziev.

L'autobiographie de Dorjiev a été  traduite en anglais et publiée par Thubten Jigme Norbu et Dan Martin en 1991, sous le titre Dorjiev. Memoirs of a Tibetan Diplomat,.
Lors d'une visite en Mongolie en 1979, Thubten Jigme Norbu apprend l’existence des mémoires de Dorjiev. Il rencontre même un Mongol de Bouriatie qui avait lu l'autobiographie dans sa version mongole quelques années auparavant et pouvait en décrire le contenu. Finalement, durant l'été 1984, après sa visite d'un monastère de Bouriatie, on lui présente deux exemplaires, un manuscrit tibétain et une ancienne lithographie manuscrite mongole. Au cours d'un second voyage en Union Soviétique, il reçoit trois autres versions, l'une en caractères cyrilliques mongols, l'autre en russe (une traduction du mongol), ainsi qu'un vieux manuscrit en caractères mongols.

## Actions politiques et religieuses

### Le mythe des Tsars blancs comme émanation deTara blanche

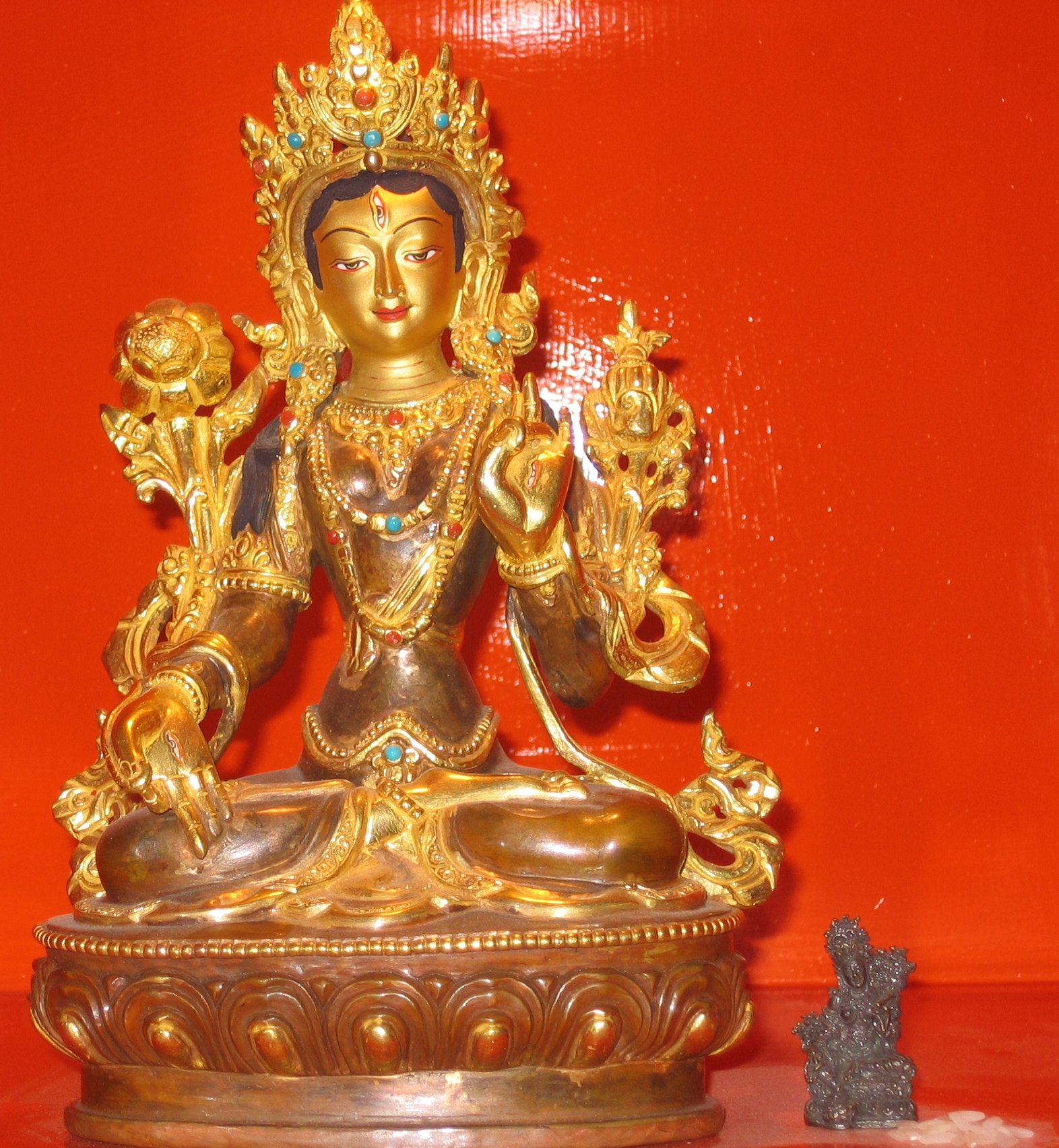
Statue représentant Tara blanche

Depuis Catherine II de Russie, les Romanov ont été considérés par les bouddhistes tibétains comme des émanations de Tara blanche, une bodhisattva considérée comme une émanation de Chenresig et protectrice du peuple tibétain, 1913 vit de grandes célébrations pour le 300e anniversaire de la maison Romanov. Dorjiev fit alors un discours pour remercier le Tsar de son soutien à la communauté bouddhiste de Saint-Pétersbourg.
Ekai Kawaguhi, moine japonais qui voyagea au Tibet du 4 juillet 1900 au 15 juin 1902 rapporta dans son livre Trois ans au Tibet que Dorjiev faisait circuler un écrit dans lequel il développait l'argument que le tsar allait compléter le mythe de Shambhala en fondant un grand empire bouddhiste. Cela est possible, mais n'a néanmoins pas encore été certifié.

### Le traité Tibet-Mongolie de 1913

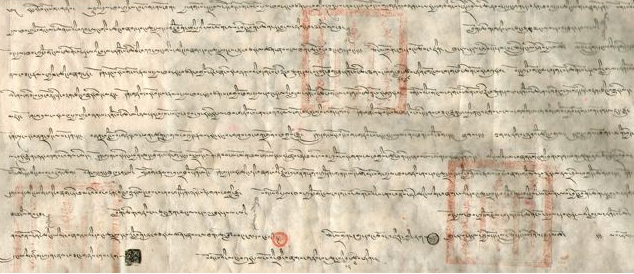
Texte du traité

Au début de l'année 1913, Agvan Dorjiev et deux autres représentants tibétains signèrent un Traité d'amitié et d'alliance entre le Gouvernement de Mongolie et le Tibet à Oulan-Bator. ce traité proclamait la reconnaissance mutuelle des deux pays et leur indépendance par rapport à la Chine. L'autorité d'Agvan Dorjiev concernant ce traité a été, et est toujours, discutée par certaines autorités.
John Snelling dit à propos de ce traité « Même si l'on a pu douter de son existence, ce traité entre le Tibet et la Mongolie est bel et bien réel. Il fut signé le 8 janvier 1913 par Dorjiev et deux tibétains émissaires du Dalai Lama, ainsi que par deux mongols représentant le Jebtsundamba Khutukhtu ». Selon Sir Charles Alfred Bell, plusieurs auteurs britanniques aurait discuté de l'existence de ce traité en partant des dires d'un haut responsable tibétain, mais les savants mongols sont toujours partis du postulat selon lequel un tel traité existait. Le texte mongol du traité a par exemple été publié par l'Académie des sciences de Mongolie en 1982.

### Le temple bouddhiste tibétain de Saint-Pétersbourg

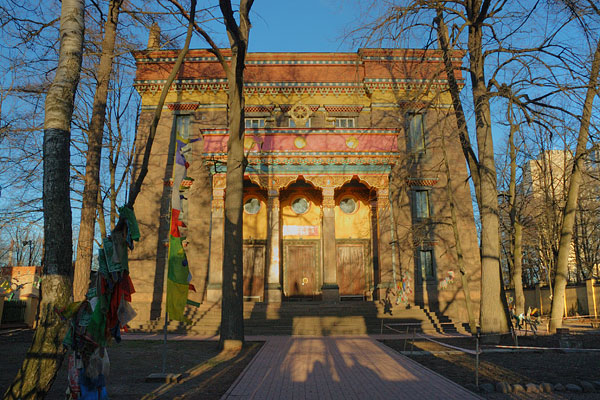
Le temple bouddhiste de Saint-Pétersbourg

En 1909, Dorjiev obtint du tsar l'autorisation de construire un important datsan au centre de Saint-Pétersbourg dont il espérait qu'il deviendrait la résidence du premier gouvernant bouddhiste de Russie. Néanmoins, l'Église orthodoxe se battit contre la construction de ce temple « païen », et, si elle ne réussit pas à en empêcher la construction, elle la ralentit considérablement. Dorjiev reçut dans cette entreprise l'appui, entre autres personnalités, de son ami Fiodor Chtcherbatskoï, éminent professeur de sanskrit à l'Université de Saint-Pétersbourg. En 1909, est posée la première pierre du bâtiment dont la construction se termine en 1915 avec les financements du 13e dalaï-lama, de Dorjiev et des communautés kalmouk et bouriate. La première cérémonie fut donnée le 21 février 1913 et la construction complétée en 1915, lorsque Nicolas II de Russie confirma l'arrivée de neuf lamas : trois venus de Transbaikal, quatre d'Astrakhan et deux de la région de Stavropol. Une cérémonie importante fut célébrée le 9 juin 1914 pour consacrer une statue de Gautama Bouddha, cadeau du roi Rama VI du Siam ainsi qu'une statue de Maitreya, don du Conseil Russe à Bangkok.
La consécration du datsan eut lieu le 10 août 1915, lorsqu'il reçut le nom de Gunzechoinei, c'est-à-dire « Source de l'enseignement religieux de Bouddha qui a une profonde compassion pour tous les êtres humains ».
Le bâtiment fut endommagé à de nombreuses reprises. Il fut brièvement contrôlé par l'Armée rouge, qui l'endommagea, en 1919. Quelques réparations furent entreprises en 1922, mais la majorité furent effectuées en 1926. Ces rénovations furent suivies par une période de persécution du bouddhisme pendant laquelle les monastères furent fermés et leurs propriétés — y compris des livres sacrés, des ornements, etc. — saisies. Malgré tout, le temple resta intact pendant un moment. À la fin de l'année 1933, Dorjiev préside une dernière cérémonie en l'honneur du 13e dalaï-lama, qui venait de décéder le 17 décembre de cette même année. Néanmoins, en 1935, un grand nombre de lamas furent arrêtés par le NKVD et envoyés pour trois à cinq ans dans des camps de travail. En 1937, les quelques bouddhistes restant dans la ville furent arrêtés et aussitôt exécutés.
Ce n'est qu'en 1989 que la communauté bouddhiste de Saint-Pétersbourg fut officiellement reconnue. Cette année-là, une cérémonie, la première depuis cinquante ans, fut célébrée par le lama Kushok Bakula Rinpoché venu du Ladakh. Le 14 juillet 2004, le 150e anniversaire d'Agvan Dorjiev fut célébré au temple bouddhiste de Saint-Pétersbourg. Une plaque fut posée en son souvenir et un discours l'universitaire bouddhiste américain Robert Thurman y tint un discours.

#### Autres lectures
- Kim Yeshi, Tibet Histoire d'une tragédie, Édition La Martinière, 2009,  (ISBN 978-2-7324-3700-2), p. 62
- (en) Anya Bernstein, 2006. « Pilgrims, Fieldworkers, and Secret Agents: Buryat Buddhologists and Eurasian Imaginary ». [PDF] lire en ligne.
- (en) John Bray, 1996. Book Review of: Snelling, John. (1993). Buddhism in Russia: The Story of Agvan Dorzhiev : Lhasa's Emissary to the Tsar. Élément Books.  (ISBN 978-1-85230-332-7);  (ISBN 978-1-85230-332-7). The Tibet Journal, vol. XXI, no 3, automne 1996, p. 71–73.
- (en) Nikolai S. Kuleshov, Russia's Tibet File, the unknown pages in the history of Tibet's independence (first édition 1996), edited by Alexander Berzin and John Bray, LTWA,  (ISBN 978-81-86470-05-3)
- (en) Agvan Dorjiev, 13e dalaï-lama, From Tibet Confidentially: Secret Correspondence of the Thirteenth Dalai Lama to Agvan Dorzhiev, 1911-1925, traduit par Jampa Samten, Nikolaĭ Vladimirovich T︠S︡yrempilov, Bibliothèque des archives et des œuvres tibétaines, 2012,  (ISBN 9380359497 et 9789380359496)